# Кальшали
Кальшали (баш. Кәлшәле) — село в Туймазинском районе Башкортостана, входит в состав Карамалы-Губеевского сельсовета.

## История
Основано татарами в 1626 году.

## Население
| 2002 | 2009 | 2010 |
| ---- | ---- | ---- |
| 521  | ↘498 | ↗525 |

Национальный состав
Согласно переписи 2002 года, преобладающие национальности — татары (57 %), башкиры (39 %).

## Географическое положение
Расстояние до:
- районного центра (Туймазы): 43 км,
- центра сельсовета (Карамалы-Губеево): 4 км,
- ближайшей ж/д станции (Кандры): 35 км.

## Известные жители
- Арсланов, Амир Султанович (25 сентября 1926 — 23 февраля 1987) — живописец, Заслуженный художник Башкирской АССР (1986)[6][7].